# 2.01 (třída Buran)
2.01 je označení třetího raketoplánu vyprodukovaného jako součást sovětského programu Buran. Dle indexu GRAU má sériové číslo 11F35 K3 a je také označován jako "OK-2K1", "Orbiter K3", "OK 2.01" nebo "Raketoplán 2.01". Tento orbiter nebyl oficiálně pojmenován, ale je známý pod přezdívkou Bajkal. Jeho stavba nebyla dokončena, když byl program Buran ukončen, byl hotov ze 30-50%.

## Rozdíly proti OK-1K1
2.01 je první z druhé řady orbiterů typu Buran. Hlavní rozdíly mezi první a druhou sérií jsou v kokpitu, který byl vylepšen díky zpětné vazbě z dřívějších testů modelů Buranu. Byl také vybaven vystřelovacími sedadly Zvezda K-36RB. 

## Plánované lety
V roce 1989 bylo naplánováno, že orbiter 2.01 vykoná první pilotovaný testovací let do vesmíru v roce 1994. Let měl trvat dvacet čtyři hodin. Byl vybaven systémy pro podporu života a dvěma vystřelovacími sedadly. Posádka by se skládala ze dvou kosmonautů — Igor Volk (velitel) a Alexandra Ivanchenko (letový inženýr).

## Po vyřazení
Orbiter byl uložen v závodu Tushino, kde byl postaven. Představitelé v roce 2006 nesprávně uvedli, že bude orbiter 2.01 vystaven v Sinsheim Auto & Technik Museum. Nicméně německé muzeum zakoupilo model OK-GLI (proudový zkušební Buran), který je vystaven od září 2008.
Od roku 2004 je raketoplán 2.01 ponechán pod širým nebem na parkovišti v Moskvě, v blízkosti Khimki.

Dne 22. června 2011 byl orbiter přeložen na člun, aby mohl být převezen na výstavu MAKS 2011, která se konala od 16. do 21. srpna v Žukovském (Moskevská oblast).